# Температура
Температура (ознака t, T, τ или θ) је мера загрејаности тела. Температура је физичка особина система која лежи у суштини нашег осећаја за хладно и топло, те се за тело које има вишу температуру каже да је топлије, а за тело које има нижу температуру каже да је хладније.
Физичка макроскопска дефиниција температуре је да температура физичка величина која одређује ток топлоте између два објекта који се налазе у термалном контакту, односно два објекта која нису изолована за размену топлоте. Температура је једна од основних физичких величина у Међународном систему јединица, која описује топлотно стање и способност тела или материје да размењују топлоту с околином. Сама температура не може прелазити с тела на тело, прелази топлота, а последица тога је да се температуре та два тела изједначавају.
Физичка микроскопска дефиниција температуре је да је температура мерило средње кинетичке енергије честица у материји по степену слободе. Дакле, температура даје информацију о унутрашњем атомском и молекулском кретању мноштва честица које чине макроскопски систем. Из тога је јасно да се температура може дефинисати само за велики број честица. Она је колективна особина макроскопске материје. Без обзира на то да се температура налази међу основним физичким величинама у Међународном систему јединица, температура није фундаментална величина због тога што се њена вредност добија из усредњавања кинетичке енергије честица које чине макроскопски систем.
Емпиријска температура (ознака ) одређује се мерењем појединих својстава (на пример дужине стуба живе у стакленој цеви, мерењем притиска у гасном термометру, мерењем брзине звука у акустичном гасном термометру, итд.) термометријског тела.
Термодинамичка температура (ознака ) одређује се основним законима термодинамике. Мерна јединица термодинамичке температуре јеКелвин (K). Келвинова скала за мерење температуре се назива апсолутна скала, а постоји велики број других мерних скала које су се историјски користиле за мерење температуре. Данас су се у свакодневном животу задржала Целзијусова мерна скала са Целзијусовим степеном ( °C) као мерном јединицом, и Фаренхајтова мерна скала (у САД и на Јамајци) са мерном јединицом Фаренхајтовим степеном (°F).
Апсолутна температура одређује се полазећи од најниже могуће температуре у природи, температуре апсолутне нуле, тако да се некој референтној температури, која се може тачно одређивати, договором пропише одређена вредност. Температура апсолутне нуле је дефинисана као температура на којој је ентропија система нула.
У макроскопском смислу, температура је интензивна особина система, што значи да не зависи од количине материјала у систему. (Температура цигле иста је као и њене половине. Интензивне особине су исто притисак и густина.) Насупрот температури, маса и запремина су екстензивне особине, дакле, особине које директно зависе од количине материје. (Маса половине цигле дупло је мања од масе целе цигле.)

## Дефиниција
Температура у свом најосновнијем смислу је дефинисана микроскопски помоћу термодинамике и статистичке механике.
Молекули у телима не мирују, него се налазе у сталном кретању, чија брзина може бити варирати од великих до малих брзина. Молекули које чине систем који се налази у чврстом агрегатном стању се слабо се крећу, док се молекули гаса крећу врло великим брзинама. Што се тело више загрева, молекули се све брже крећу и имају све већу кинетичку енергију. Због тога се молекули међусобно удаљавају, па се чврсто тело загревањем топи и прелази у течно агрегатно стање. Течно тело загрејавањем прелази у гасовито агрегатно стање, као што на пример вода прелази у водену пару.

### Клаузијусова релација
Инверз температуре система који се налази у термодинамичкој равнотежи је дефинисан Клаузијусовом релацијом као промена ентропије система {\displaystyle dS}изазвана инфинитезималне променом топлоте система {\displaystyle \delta Q}у процесу који је реверзибилан и квази-статичан:
{\displaystyle d{S}={\frac {\delta Q}{T}}}
Насупрот ентропији и топлоти које се могу дефинисати за макроскопски систем и када је далеко од термодинамичке равнотеже, температура може да се дефинише само за систем који се налази у термодинамичкој равнотежи.
Клаузијусова релација је историјски прва статистичка дефиниција температуре. Клаузијусова релација има значење микроскопски или диференцијално формулисаног Другог закона термодинамике. Инверз температуре има улогу интеграционог фактора у интегралном облику Другог закона термодинамике:
{\displaystyle S={\frac {Q}{T}}}

### Фундаментална једначина
Температура система који се налази у термодинамичкој равнотежи се може изразити и променом унутрашње енергије система {\displaystyle dU}којом се изазове промена ентропије система {\displaystyle dS}, при непромењеном броју честица које сачињавају систем и на фиксној запремини:
{\displaystyle {\frac {1}{T}}=\left({\frac {\partial S}{\partial U}}\right)_{N,V}}
Ова једначина се назива фундаменталном релацијом у термодинамици и повезује три функције стања система: температуру, унутрашњу енергију система и ентропију.
Из фундаменталне једначине се види да пораст унутрашње енергије доводи до пораста температуре. У системима са фиксном температуром и фиксном запремином у којима се дефинише физичка величина енталпија, већа фиксна вредност температуре пропорционална је и већој енталпији.
Макроскопски гледано, међу системима који су на истој температури, нема протока топлоте. Међутим, када се јави температурска разлика, топлота почиње да тече из система са вишом температуром ка систему са нижом, док се не достигне топлотна равнотежа.

## Историја
Први корак у дефинисању температуре био је изум термометра који је омогућивао мерења и упоређивање топлотног стања различитих тела. Тај мерни инструмент морао је да буде реверзибилан, то јест да се врати након престанка деловања топлоте у почетно стање, те да показује исти учинак за једнака топлотна стања различитих тела.
Први инструмент који је водио ка мерењу температуре био је термоскоп, кога је осмислио и направио Галилео Галилеј 1592. године. Термоскоп није прави термометар зато што нема мерну скалу за одређивање вредности температуре. Рад термоскопа се заснива на топлотном ширењу гаса. Галилејевом открићу термоскопа претходило је интересовање житеља његовог краја за новооткривену појаву да се у посуди у облику слова "Ј" напуњеном течношћу и затвореном на једном крају, ниво течности подиже и спушта током дана. То кретање течности у води је приписано утицају Месеца на исти начин на који Месец делује на појаву плиме и осеке. Галилео Галилеј је у ствари схватио и показао конструишући термоскоп да се ниво течности воде подиже и спушта услед подизања и спуштања температуре. Неки документи показују да Галилеј у ствари није сам ни конструисао термоскоп, већ да га је прилагодио од колеге Санторија из Падове, читајући дело Пнеуматици од инжењера Херона Александријског који је живео у 1. веку н. е. Санторијо из Падове је писао о потреби изума термометра, уређаја за мерење вредности температуре са одговарајућом скалом.
У идућим годинама разматрала се потреба универзалне температурне скале како би се могла упоредити два мерења. Проблем је представљала разлика притисака на различитим местима у зависности од географског положаја. Показало се најкорисније да се температурни размак између два одређена топлотна стања некога тела узме као основица температурне скале, која се онда може поделити на повољан број делова (степени). Узимајући две одређене тачке уместо једне, једнозначно се одређује мерна јединица искуствене (емпиријске) температуре.
Иако је постојала само десетак година, кључна институција у историји термометара била је институција Академија Експеримената (ита. Accademia del Cimento) у Фиренци. Посетиоци институције су забележили да су у Академији разни термометри (термометри за мерење температуре ваздуха, за мерење температуре течности, термометри за купатила) били изложени као уметничка дела у галерији. Први термометар, који је омогућивао прецизнија мерења температуре, изумео је Фердинандо II Медичи 1654. године као један од чланова Академије Експеримената. Термометар је био направљен од стакла и имао је 360 подеока, а за мерну јединицу за температуру узет је степен. Овакву скалу Фердинандо је увео по угледу на пун круг који има 360 степени. Као радно тело у већини стаклених термометара направљених у то време користио се дестиловани алкохол. Овакви термометри нису најбоље радили на крајевима скале, због тога што су код алкохола и тачка кључања и тачка мржњења нижи него код воде. Додатни проблем у мерењу оваквим термометром је био у томе што је густина алкохола варирала од једног до другог термометара. Упркос недостацима, због квалитетне производње, Медичијеви стаклени термометри са алкохолом као радним телом, раширили су се и користили широм Европе. Иако су чланови Академије радили на превазилажењу техничких недостатака код актуелних термометара, због политичке ситуације Академија је затворена 1668. године.
Роберт Хук који је покушавао да унапреди стаклени алкохолни термометар, предложио је и тачку мржњења воде као референтну тачку за мерење температуре. У то време овакав предлог јесте био револуционаран, зато што су и велики научници као астроном Едмунд Халеј (по ком је названа Халејева комета) сматрали да вода мрзне на различитим температурама у различитим местима. Питање фиксних тачака за мерење температуре сматрало се за врло важним научним питањем тог доба и привукло је пажњу многих научника, између осталог и Исака Њутна.
Иако је имао доста погрешних схватања о температурној скали (сматрао је на пример да се референтна тачка уопште не може дефинисати, већ да се може дефинисати само интервал између две температуре), Исак Њутн је значајно допринео развоју термометара по питању радног тела. Њутнов термометар је као радно тело користио ланено уље и није био једноставан за коришћење, али допринео је развоју термометара по питању радне супстанце. Интересантно је да су и Фердинанд || Медичи и Роберт Хук покушавали да замене алкохол за течном живом као радним телом у термометру, али су обојица одбацила ове идеје и наставили да раде са алкохолом. Касније ће се показати да је управо овај корак замене алкохола са живом био кључан за конструкцију прецизнијег и поузданијег термометра.
Даљи развој термометара унапредио је француски физичар Гијом Амонтон (који је био глув од рођења). Он је привукао пажњу тадашњих угледних научника Краљевског друштва у Лондону када је 1687. године предложио термометре са две различите радне течности како би се вредност температуре одредила репродуцибилније. Његов главни допринос развоју термометара је било откриће да када топлотом од ватре угреје гас у термометру, настаће топлотно ширење гаса до тачно одређене запремине, а такође је показао да је тачка температуре кључања воде била независна од односа запремине воде и гаса у стакленој посуди, те је та температура била добра референтна вредност за фиксну тачку термометра. Како разлика притисака на различитим географским положајима не би довела до разлике у мерењу, Гијом Амонтон је први пут направио термометар са запечаћеним стаклом. Он је допринео разумевању рада термометра и оштром критиком анонимног рада Прелази објављеног 1701. године испред Краљевског друштва који се испоставио да је рад Исака Њутна. Амонтон је размишљао о томе како би се течност понашала на драстично нижим температурама и 1703. године је објавио рад у којем је показао пропорционалност:
{\displaystyle pV\sim T}
која је у ствари једначина стања идеалног гаса и на основу које је закључио да је потпуно одсуство топлоте немогуће, што је данашња верзија Трећег принципа термодинамике. Он је температуру апсолутне нуле схватио као теоретску и недостижну вредност, као што је и данас разумемо.

## Мерне јединице температуре
Постоји више мерних јединица за температуру. Историјски је постојао велики број различитих температурних скала, као што су Келвинова, Целзијусова, Фаренхајтова, Ранкинова, Делилиова, Њутнова, Реамурова, Ромерова, итд. Међу њима, данас су се у свакодневном животу задржале Фаренхајтова скала (која се данас користи у САД и на Јамајци, а била је коришћена у већини земаља енглеског говорног подручја до [[1970-е|1970.их година]]) и Целзијусова скала (која се данас користи у остатку света).
Претварање бројевних вредности уобичајених температурних скала су дате следећим формулама:

### Фаренхајтова скала
Фарентхајтова скала је названа по Данијелу Фаренхајту који се бавио производњом термометара. Он је историјски био први који је у својим термометрима су за мерење температуре користио живу у течном агрегатном стању која има висок коефицијент експанзије. Своју температурну мерну скалу је предложио 1724. године . У односу на до тада велико одступање међу постојећим термометарским скалама, Фаренхајт је помоћу живиног термометра квалитетне продукције могао да постигне већу прецизност мерења и бољу репродуцибилност скале, што је довело до широког прихватања његове температурне мерне скале. На његовој скали 0 °F означава највећу зиму која је забележена у Гдањску 1709. године. Тачка мржњења воде је одређена вредношћу од 32 °F, а тачка кључања воде је на 212 °F. Разлика између тачке мржњења и кључања воде од 180 °F није случајна, већ је одабрана намерно. Мржњење и кључање као два супротна појма одвојена су бројем од 180 степени који одговара углом између две најудаљеније тачке на кругу.

### Целзијусова скала
Андерс Целзијус је 1742. године предложио температурну скалу која данас по њему носи име. Интересантно је да је он предложио да нула температуре на његовој скали буде температура на којој вода кључа, а да 100 степени буде вредност температуре на којој се вода леди. Временом скала је прихваћена, али су додељене вредности температуре 0 и 100 преокренуте, те сада је општеприхваћено да по Целзијусовој скали вода кључа на 100 степени, а леди се на 0.

### Апсолутна или Келвинова скала
Температурна скала која се универзално користи у науци је термодинамичка скала или апсолутна скала или Келвинова скала. Названа ја по Вилијаму Томсону, 1. барону Келвин који се залагао за дефиницију апсолутне скале која би мерила температуру независно од особина одређених термометријских супстанци термометра. Међународним договором, Келвинова скала је дефинисана двема тачкама: апсолутном нулом и тројном тачком Бечке Стандардне Средње Океанске Воде која је на Келвиновој скали дефинисана на 273.16 K.
Тачка апсолутне нуле је дефинисана као температура на којој би ентропија система нула, а вредност температуре апсолутне нуле је одређена екстраполацијом измерених вредности температуре и ентропије на вредност на којој би ентропија била нула.
Бечка Стандардна Средња Океанска Вода (енгл. Vienna Standard Mean Ocean Water) је стандард за одређену изотопску смешу свеже воде. Врло чиста и пажљиво дестилована, представља стандард воде за производњу термометара високе прецизности.
Изотопски састав Бечке Стандардне Средње Океанске Воде дат је са:
- 2H/1H = 155.76 ± 0.1 ppm (однос приближно 1:6420)
- 3H/1H = 1.85 ± 0.36 × 10−11 ppm (однос приближно 1:5.41 × 1016 )
- 18O/16O = 2005.20 ± 0.43 ppm (однос приближно 1:498.7)
- 17O/16O = 379.9 ± 1.6 ppm (однос приближно 1:2632)

### Однос између температурних скала
Табела која приказује неке оријентационе температуре с вредностима израженим на разним температурним скалама:
| Опис                                                     | Келвинова | Целзијусова | Фаренхајтова | Ранкинова | Делилова | Њутнова | Реомирова | Ремерова |
| -------------------------------------------------------- | --------- | ----------- | ------------ | --------- | -------- | ------- | --------- | -------- |
| Апсолутна нула                                           | 0         | -273,15     | -459,67      | 0         | 559,725  | -90,14  | -218,52   | -135,90  |
| Фаренхајта мешавина леда и соли                          | 255,37    | -17,78      | 0            | 459,67    | 176,67   | -5,87   | -14,22    | -1,83    |
| Тачка топљења леда/ледиште воде (при нормалном притиску) | 273,15    | 0           | 32           | 491,67    | 150      | 0       | 0         | 7,5      |
| Температура људског тела                                 | 310,15    | 37          | 98,6         | 558,27    | 94,5     | 12,21   | 29,6      | 26,925   |
| Тачка кључања воде                                       | 373,15    | 100         | 212          | 671,67    | 0        | 33      | 80        | 60       |
| Тачка топљења титанијума                                 | 1941      | 1668        | 3034         | 3494      | -2352    | 550     | 1334      | 883      |

Табела која приказује однос између разних температурних скала:

## Класификација скала
Постоје различите врсте температурних скала. Корисно је класификовати их као емпиријски и теоријски засноване. Емпиријске температурне скале су историјски старије, док су теоријски засноване скале настале средином деветнаестог века.

### Емпиријске скале
Емпиријски засноване температурне скале се директно ослањају на мерења једноставних макроскопских физичких својстава материјала. На пример, дужина стуба живе, затворене у капиларној цеви са стакленим зидовима, у великој мери зависи од температуре и представља основу веома корисног термометра живе у стаклу. Такве скале важе само у погодним распонима температуре. На пример, изнад тачке кључања живе, термометар са живом у стаклу је неизводљив. Већина материјала се шири са повећањем температуре, али неки материјали, као што је вода, скупљају се са повећањем температуре у одређеном опсегу, и тада су од незнатне корисни као термометријски материјали. Материјал није од користи као термометар близу једне од његових температура промене фазе, на пример, његове тачке кључања.
Упркос овим ограничењима, најчешће коришћени практични термометри су емпиријски засновани. Нарочито је коришћен за калориметрију, што је у великој мери допринело открићу термодинамике. Ипак, емпиријска термометрија има озбиљне недостатке када се користи као основа за теоријску физику. Емпиријски засновани термометри, изван њихове основе као једноставна директна мерења уобичајених физичких својстава термометричких материјала, могу се поново калибрисати, коришћењем теоријског физичког резоновања, и то може проширити њихов опсег адекватности.

### Теоријске скале
Теоријски засноване температурне скале заснивају се директно на теоријским аргументима, посебно онима кинетичке теорије и термодинамике. Они су мање-више идеално реализовани у практично изводљивим физичким уређајима и материјалима. Теоретски засноване температурне скале се користе за обезбеђивање стандарда за калибрацију практичних емпиријски заснованих термометара.

#### Микроскопска статистичка механичка скала
У физици, међународно договорена конвенционална температурна скала назива се Келвинова скала. Она се калибрише кроз међународно договорену и прописану вредност Болцманове константе, која се односи на кретање микроскопских честица, као што су атоми, молекули и електрони, саставних делова тела чија температура треба да се мери. За разлику од термодинамичке температурне скале коју је измислио Келвин, тренутно конвенционална Келвинова температура није дефинисана упоређивањем са температуром референтног стања стандардног тела, нити у смислу макроскопске термодинамике.
Осим апсолутне нуле температуре, Келвинова температура тела у стању унутрашње термодинамичке равнотеже се дефинише мерењима одговарајуће одабраних физичких својстава, тако да имају тачно позната теоријска објашњења у смислу Болцманове константе. Та константа се односи на одабране врсте кретања микроскопских честица у конституцији тела. У таквим кретањима честице се крећу појединачно, без међусобне интеракције. Таква кретања се обично прекидају сударима између честица. Међутим, за мерење температуре, кретања се бирају тако да се, између судара зна да су неинтерактивни сегменти њихових путања доступни за прецизно мерење. У ту сврху се занемарује потенцијална енергија између честица.
У идеалном гасу, и у другим теоријски схваћеним телима, Келвинова температура је дефинисана као пропорционална просечној кинетичкој енергији микроскопских честица које се неинтерактивно крећу, што се може мерити одговарајућим техникама. Константа пропорционалности је једноставан умножак Болцманове константе. Ако се молекули, атоми или електрони, емитују из материјала и мере се њихове брзине, спектар њихових брзина често је скоро у складу са теоријским законом који се зове Максвел-Болцманова расподела, који даје добро утемељено мерење температуре за које важи закон. Још увек није било успешних експеримената ове исте врсте који директно користе Ферми-Дирацову расподелу за термометрију, али ће се то можда постићи у будућности.
Брзина звука у гасу може се теоретски израчунати из молекуларног карактера гаса, из његове температуре и притиска и из вредности Болцманове константе. За гас познатог молекуларног карактера и притиска, ово обезбеђује однос између температуре и Болцманове константе. Те количине се могу знати или измерити прецизније него што то могу термодинамичке варијабле које дефинишу стање узорка воде у његовој трострукој тачки. Сходно томе, узимајући вредност Болцманове константе као примарно дефинисану референцу тачно дефинисане вредности, мерење брзине звука може обезбедити прецизније мерење температуре гаса.
Мерење спектра електромагнетног зрачења идеалног тродимензионалног црног тела може да обезбеди тачно мерење температуре, јер је фреквенција максималног спектралног зрачења црног тела директно пропорционална температури црног тела; ово је познато као Виенов закон померања и има теоријско објашњење у Планковом закону и Бозе–Ајнштајновом закону.
Мерење спектра снаге буке коју производи електрични отпорник такође може обезбедити тачно мерење температуре. Отпорник има два терминала и заправо је једнодимензионално тело. Бозе-Ајнштајнов закон за овај случај показује да је снага буке директно пропорционална температури отпорника, вредности његовог отпора и ширини опсега шума. У датом фреквентном опсегу, снага буке има једнак допринос од сваке фреквенције и назива се Џонсонов шум. Ако је вредност отпора позната, температура се може наћи.

#### Макроскопска термодинамичка скала
Историјски гледано, до маја 2019, дефиниција Келвинове скале је била она коју је изумео Келвин, заснована на односу количина енергије у процесима у идеалном Карнотовом мотору, у потпуности у смислу макроскопске термодинамике. Тај Карноов мотор је требало да ради између две температуре, оне тела чија је температура требало да се мери, и референтне, тела на температури троструке тачке воде. Тада је референтна температура троструке тачке, дефинисана на тачно 273,16 K. Од маја 2019. та вредност није фиксирана по дефиницији, већ се мери кроз микроскопске феномене, укључујући Болцманову константу, као што је горе описано. Микроскопска статистичка механичка дефиниција нема референтну температуру.

#### Идеалан гас
Материјал на коме се може заснивати макроскопски дефинисана температурна скала је идеалан гас. Притисак који врши фиксна запремина и маса идеалног гаса је директно пропорционалан његовој температури. Неки природни гасови показују тако скоро идеална својства у одговарајућем температурном опсегу да се могу користити за термометрију; ово је било важно током развоја термодинамике а и данас је од практичне важности. Идеални гасни термометар, међутим, није теоретски савршен за термодинамику. То је зато што ентропија идеалног гаса на његовој температури апсолутне нуле није позитивна полудефинисана величина, што гас доводи у кршење трећег закона термодинамике. За разлику од реалних материјала, идеални гас се не претвара у течност и не учвршћава, без обзира колико је хладан. Алтернативно размишљајући, закон идеалног гаса се односи на границу бесконачно високе температуре и нултог притиска; ови услови гарантују неинтерактивна кретања саставних молекула.

## Приступ кинетичке теорије
Величина келвина је у данашње време дефинисана у смислу кинетичке теорије, и изведена из вредности Болцманове константе.
Кинетичка теорија пружа микроскопски приказ температуре за нека тела материјала, посебно гасова, на основу макроскопских система који се састоје од многих микроскопских честица, као што су молекули и јони различитих врста, при чему су све честице врсте сличне. Она објашњава макроскопске феномене кроз класичну механику микроскопских честица. Теорема еквипартиције кинетичке теорије тврди да сваки класични степен слободе честице која се слободно креће има просечну кинетичку енергију kBT/2 где kB означава Болцманову константу. Транслационо кретање честице има три степена слободе, тако да ће, осим на веома ниским температурама где преовлађују квантни ефекти, просечна транслациона кинетичка енергија честице која се слободно креће у систему са температуром T бити 3kBT/2.
Молекули, као што је кисеоник (О2), имају више степена слободе од појединачних сферних атома: они пролазе кроз ротациона и вибрациона кретања, као и транслације. Загревање доводи до повећања температуре услед повећања просечне транслационе кинетичке енергије молекула. Загревање ће такође проузроковати, кроз еквипартиционисање, повећање енергије повезане са вибрационим и ротационим модовима. Дакле, двоатомски гас ће захтевати више енергије да повећа своју температуру за одређену количину, односно имаће већи топлотни капацитет од једноатомног гаса.
Као што је горе наведено, брзина звука у гасу се може израчунати из молекуларног карактера гаса, из његове температуре и притиска и из вредности Болцманове константе. Узимајући вредност Болцманове константе као примарно дефинисану референцу тачно дефинисане вредности, мерење брзине звука може обезбедити прецизније мерење температуре гаса.
Могуће је измерити просечну кинетичку енергију саставних микроскопских честица ако им се дозволи да побегну из масе система, кроз мали отвор у окружујућем зиду. Спектар брзина се измери и из тога се израчуна просек. Није нужно случај да честице које излазе и које се мере имају исту расподелу брзина као и честице које остају у маси система, али понекад је могућ добар узорак.

## Термодинамички приступ
Температура је једна од главних величина у проучавању термодинамике. Раније је величина келвина била дефинисана термодинамичким терминима, али данас, као што је већ поменуто, дефинисана је у смислу кинетичке теорије.
За термодинамичку температуру се каже да је апсолутна из два разлога. Један је да је њен формални карактер независан од својстава одређених материјала. Други разлог је да је њена нула у извесном смислу апсолутна, јер указује на одсуство микроскопског класичног кретања саставних честица материје, тако да оне имају граничну специфичну топлоту нуле за нулту температуру, према трећем закону термодинамике. Ипак, термодинамичка температура има одређену нумеричку вредност која је произвољно одабрана традицијом и која зависи од особина одређених материјала; она је једноставно мање произвољан од релативних „степенских“ скала као што су Целзијусова и Фаренхајтова. Будући да је апсолутна скала са једном фиксном тачком (нула), произвољном избору остаје само један степен слободе, а не два као у релативним скалама. За Келвинову скалу је од маја 2019. године, према међународној конвенцији, направљен избор да се користи знање о начинима рада различитих термометричких уређаја, ослањајући се на микроскопске кинетичке теорије о молекуларном кретању. Нумеричка скала је одређена конвенционалном дефиницијом вредности Болцманове константе, која повезује макроскопску температуру са просечном микроскопском кинетичком енергијом честица као што су молекули. Њена нумеричка вредност је произвољна, а постоји алтернативна, мање коришћена апсолутна температурна скала која се зове Ранкинова скала, направљена да буде усклађена са Фаренхајтовом скалом као што је Келвинова са Целзијусовом.
Термодинамичка дефиниција температуре је Келвинов допринос. Формулисана је у смислу идеализованог уређаја који се зове Карноов мотор, а замишљен да ради у фиктивном континуираном циклусу узастопних процеса који пролазе кроз стања циклуса његовог радног тела. Мотор узима количину топлоте Q1 из топлог резервоара и одбацује мању количину отпадне топлоте Q2 < 0 у хладни резервоар. Нето топлотна енергија коју апсорбује радно тело преноси се, као термодинамички рад, у радни резервоар и сматра се излазном снагом мотора. Сматра се да циклус тече тако споро да је у свакој тачки циклуса радно тело у стању термодинамичке равнотеже. Такоће се узима да се узастопни процеси циклуса одвијају реверзибилно без продукције ентропије. Тада је количина ентропије која се узима из топлог резервоара када се радно тело загрева једнака оној која се преноси у хладни резервоар када се радно тело хлади. Апсолутне или термодинамичке температуре, T1 и T2, резервоара дефинисане тако да је

| {\displaystyle {\frac {T_{1}}{T_{2}}}=-{\frac {Q_{1}}{Q_{2}}}.} | \| \| \| \| \| \| \| \| | (1) |
|                                                                 |                         |     |
|                                                                 |                         |     |
Нулти закон термодинамике дозвољава да се ова дефиниција користи за мерење апсолутне или термодинамичке температуре произвољног тела од интереса, тако што ће други резервоар топлоте имати исту температуру као тело од интереса.
Келвинов оригинални рад који постулира апсолутну температуру објављен је 1848. године. Заснован је на Карноовом раду, пре формулације првог закона термодинамике. Карно није имао добро разумевање топлоте и није имао специфичан концепт ентропије. Писао је о 'калорику' и рекао да су сви калорици који су прешли из врућег резервоара предати у хладни резервоар. Келвин је у свом раду из 1848. написао да је његова скала апсолутна у смислу да је дефинисана „независно од својстава било које дате врсте материје“. Његова коначна публикација, која износи управо наведену дефиницију, штампана је 1853. године, а рад написан 1851. године.
Нумерички детаљи су раније били решени тако што је један од резервоара топлоте постао ћелија на трострукој тачки воде, за коју је дефинисана апсолутна температура од 273,16 К. У данашње време, нумеричка вредност се уместо тога добија мерењем преко микроскопске статистичке механичке међународне дефиниције, као што је горе наведено.

### Интензивна варијабилност
У термодинамичком смислу, температура је интензивна променљива јер је једнака диференцијалном коефицијенту једне екстензивне променљиве у односу на другу, за дато тело. Стога, она има димензије односа две екстензивне варијабле. У термодинамици, два тела се често сматрају повезаним контактом са заједничким зидом, који има нека специфична својства пермеабилности. Таква специфична пермеабилност се може односити на специфичну интензивну променљиву. Пример је дијатермички зид који је пропустљив само за топлоту; интензивна променљива за овај случај је температура. Када су два тела веома дуго повезана кроз специфично пермеабилни зид, и устаљена у трајно стабилном стању, релевантне интензивне варијабле су једнаке у два тела; за дијатермални зид, ова изјава се понекад назива нултим законом термодинамике.
Конкретно, када се тело описује навођењем његове унутрашње енергије U, екстензивна променљива, као функција његове ентропије S, такође екстензивне променљиве, и друге променљиве стања  V, N, са U = U (S, V, N), тада је температура једнака парцијалном деривату унутрашње енергије у односу на ентропију:

| {\displaystyle T=\left({\frac {\partial U}{\partial S}}\right)_{V,N}.} | \| \| \| \| \| \| \| \| | (2) |
|                                                                        |                         |     |
|                                                                        |                         |     |
Слично, када се тело опише навођењем његове ентропије S као функције његове унутрашње енергије U, и других променљивих стања V, N, са S = S (U, V, N), онда је реципрочна вредност температуре једнака парцијалном изводу ентропије у односу на унутрашњу енергију:

| {\displaystyle {\frac {1}{T}}=\left({\frac {\partial S}{\partial U}}\right)_{V,N}.} | \| \| \| \| \| \| \| \| | (3) |
|                                                                                     |                         |     |
|                                                                                     |                         |     |
Горња дефиниција, једначина (1), апсолутне температуре, је Келвинова заслуга. Она се односи на системе затворене за пренос материје и има посебан нагласак на директно експерименталне процедуре. Гибсова презентација термодинамике почива на апстрактнијем нивоу и бави се системима отвореним за трансфер материје; у овом развоју термодинамике, горње једначине (2) и (3) су заправо алтернативне дефиниције температуре.

### Локална термодинамичка равнотежа
Тела из стварног света често нису у термодинамичкој равнотежи и нису хомогена. За проучавање методама класичне иреверзибилне термодинамике, тело се обично просторно и временски дели концептуално на 'ћелије' мале величине. Ако су класични термодинамички услови равнотеже за материју испуњени у доброј апроксимацији у таквој 'ћелији', онда је она хомогена и за њу постоји температура. Ако је то тако за сваку 'ћелију' тела, онда се каже да локална термодинамичка равнотежа влада у целом телу.
Има смисла, на пример, рећи за екстензивну променљиву U, или за екстензивну променљиву S, да она има густину по јединици запремине или количину по јединици масе система, али нема смисла говорити о густини температуре по јединици запремине или количини температуре по јединици масе система. С друге стране, нема смисла говорити о унутрашњој енергији у тачки, док када преовлађује локална термодинамичка равнотежа, има смисла говорити о температури у тачки. Сходно томе, температура може да варира од тачке до тачке у медијуму који није у глобалној термодинамичкој равнотежи, али у коме постоји локална термодинамичка равнотежа.
Када у телу влада локална термодинамичка равнотежа, температура се може сматрати просторно променљивим локалним својством у том телу, а то је зато што је температура интензивна променљива.

## Основна теорија
Температура је мера квалитета стања материјала. Тај квалитет се може сматрати апстрактнијим ентитетом од било које дате температурне скале која га мери, а неки писци га називају врелином. Квалитет врелине се односи на стање материјала само на одређеном локалитету, и генерално, осим тела која се држе у стабилном стању термодинамичке равнотеже, врелина варира од места до места. Није нужно случај да је материјал на одређеном месту у стању које је постојано и скоро довољно хомогено да му омогући да има добро дефинисану врелину или температуру. Врелина се може апстрактно представити као једнодимензионална многострукост. Свака валидна температурна скала има своју мапу један-на-један у многострукости топлоте.
Када су два система у термичком контакту на истој температури нема преноса топлоте између њих. Када температурна разлика постоји, топлота спонтано тече из топлијег система у хладнији систем све док они не буду у топлотној равнотежи. Такав пренос топлоте се дешава провођењем или термичким зрачењем.
Експериментални физичари, на пример Галилео и Њутн, су открили да постоји неограничено много емпиријских температурних скала. Ипак, нулти закон термодинамике каже да све мере исти квалитет. То значи да за тело у сопственом стању унутрашње термодинамичке равнотеже, сваки исправно калибрисани термометар, било које врсте, који мери температуру тела, бележи једну те исту температуру. За тело које није у сопственом стању унутрашње термодинамичке равнотеже, различити термометри могу да бележе различите температуре, у зависности од механизама рада термометара.

### Тела у термодинамичкој равнотежи
За експерименталну физику, врелина значи да ће се, када се упореде било која два дата тела у њиховим појединачним термодинамичким равнотежама, било која два прикладно дата емпиријска термометра са очитањима нумеричке скале сложити око тога које је топлије од два дата тела, или да имају исте температуре. Ово не захтева да два термометра имају линеарну везу између својих очитавања нумеричке скале, али захтева да однос између њихових нумеричких очитавања буде стриктно монотон. Дефинитни осећај веће врелине може се имати, независно од калориметрије, термодинамике и особина датог материјала, из Виновог закона померања топлотног зрачења: температура купатила топлотног зрачења је пропорционална, помоћу универзалне константе, са фреквенцијом максимума свог фреквентног спектра; ова фреквенција је увек позитивна, али може имати вредности које теже нули. Топлотно зрачење је првобитно дефинисано за шупљину у термодинамичкој равнотежи. Ове физичке чињенице оправдавају математичку тврдњу да врелина постоји на уређеној једнодимензионалној многострукости. Ово је фундаментална карактеристика температуре и термометара за тела у сопственој термодинамичкој равнотежи.
Осим у систему који пролази кроз фазну промену првог реда као што је топљење леда, како затворени систем прима топлоту, без промене запремине и без промене спољашњих поља сила која на њега делују, његова температура расте. За систем који пролази кроз такву промену фазе тако споро да се одступање од термодинамичке равнотеже може занемарити, његова температура остаје константна док се систем снабдева латентном топлотом. Супротно томе, губитак топлоте из затвореног система, без промене фазе, без промене запремине и без промене спољашњих поља сила која на њега делују, смањује његову температуру.

### Тела у стабилном стању, али нису у термодинамичкој равнотежи
Док за тела у сопственим термодинамичким равнотежним стањима, појам температуре захтева да се сви емпиријски термометри морају сложити око тога које од два тела је топлије или да су на истој температури, овај захтев није сигуран за тела која су у стабилном стању мада нису у термодинамичкој равнотежи. Тада се може десити да се различити емпиријски термометри не слажу око тога које је топлије, а ако је то тако, онда барем једно од тела нема добро дефинисану апсолутну термодинамичку температуру. Ипак, свако дато тело и било који одговарајући емпиријски термометар и даље могу да подрже појмове емпиријске, неапсолутне, топлоте и температуре, за одговарајући опсег процеса. Ово је предмет проучавања неравнотежне термодинамике.

### Тела која нису у стабилном стању
Када тело није у стабилном стању, онда појам температуре постаје још мање сигуран него за тело у стабилном стању које није у термодинамичкој равнотежи. Ово је такође предмет проучавања неравнотежне термодинамике.

### Аксиоматика термодинамичке равнотеже
За аксиоматски третман термодинамичке равнотеже, од 1930-их, постало је уобичајено да се позива на нулти закон термодинамике. Уобичајено изречена минималистичка верзија таквог закона постулира само да се за сва тела, за која би кад су термички у контакту била у топлотној равнотежи, треба рећи да имају исту температуру по дефиницији, али сама по себи не успоставља температуру као величину изражену као реални број на скали. Физички информативнија верзија таквог закона посматра емпиријску температуру као графикон топлотне многострукости. Док нулти закон дозвољава дефиниције многих различитих емпиријских скала температуре, други закон термодинамике бира дефиницију једне префериране, апсолутне температуре, јединствене до произвољног фактора скале, одакле се она назива термодинамичка температура. Ако се унутрашња енергија посматра као функција запремине и ентропије хомогеног система у термодинамичкој равнотежи, термодинамичка апсолутна температура се појављује као делимични дериват унутрашње енергије у односу на ентропију при константној запремини. Његово природно, суштинско порекло или нулта тачка је апсолутна нула на којој је ентропија било ког система на минимуму. Иако је ово најнижа апсолутна температура описана моделом, трећи закон термодинамике постулира да апсолутну нулу не може постићи ниједан физички систем.

## Топлотни капацитет
Када је пренос енергије на или са тела само као топлота, стање тела се мења. У зависности од околине и зидова који одвајају тела, могуће су различите промене у телу. То укључује хемијске реакције, повећање притиска, повећање температуре и промену фазе. За сваку врсту промене под одређеним условима, топлотни капацитет је однос количине пренете топлоте и величине промене.
На пример, ако је промена повећање температуре при константној запремини, без промене фазе и хемијске промене, онда температура тела расте и његов притисак расте. Количина пренете топлоте, ΔQ, подељена са уоченом променом температуре, ΔT, је топлотни капацитет тела при константној запремини:
{\displaystyle C_{V}={\frac {\Delta Q}{\Delta T}}.}
Ако се топлотни капацитет мери за добро дефинисану количину супстанце, специфична топлота је мера топлоте потребне да се температура такве јединичне количине повећа за једну јединицу температуре. На пример, повећање температуре воде за један келвин (једнако једном степену Целзијуса) захтева 4186 џула по килограму (J/kg).

## Мерни инструменти
За мерење температуре служи мерни инструмент који се зове термометар.
Живин термометар се заснива на појави да се физичка тела загријавањем растежу, а хлађењем стежу. Као радна супстанца се некад користио алкохол, а данас се скоро једино користи жива у течном агрегатном стању због свог високог коефицијента експанзије. При додиру са околином, термометар брзо размењује топлоту те се лако прати брзо растезање или сажимање живе у њему.
Термометар се састоји од уске стаклене цеви (капиларе) која је дуж термометра свугде истог пречника, док се на доњем крају проширује у ваљкасту или кугласту посудицу.
У метеорологији, мерни инструменти за мерење температуре су смештени у метеоролошким станицама на 2 метра изнад земље ради уклањања неповољних утицаја осунчавања, ветрова и падавина, док је размена ваздуха споља стално могућа.
Данас постоје неколико стандардизованих начина за мерење температуре, као што су гасни термометри, акустични гасни термометри, термометри који се заснивају на мерењу електричног шума проводника, термометри који се заснивају на мерењу укупног зрачења црног тела.

### Примарни термометри
Примарни термометри су термометри чији се рад заснива на добро проученом физичком принципу и који су врло поуздани, у смислу да имају велику репродуцибилност мерења (резултат се врло добро репродукује поновљеним мерењем). Особина примарних термометара је да се једначина стања која описује термометар може написати без увођења неких других температурно-зависних величина.
Примарни термометри могу бити:
- гасни термометри са гасом као радним телом (на пример хелијумом који се понаша скоро као идеалан гас) код којих се мери притисак по благо коригованој једначини стања за идеалан гас {\displaystyle pV=nRT}
- акустични гасни термометри који одређују температуру преко мерења брзине звука који се креће кроз гасни медијум (нпр. хелијум)
- термометри који мере електрични шум отпорника који је директно пропорционалан температури {\displaystyle {\overline {V^{2}}}=4k_{B}TR\Delta \nu }, где је {\displaystyle k_{B}}Планкова константа, а {\displaystyle \Delta \nu }је распон фреквенције
- термометри који одређују температуру мерењем укупног зрачења црног тела

### Секундарни термометри
Секундарни термометри, за разлику од примарних, нису толико поуздани. Код њих се добијени резултат мора калибрисати преко дефинисаних температурних фиксних тачака, због тога што величине које се мере додатно зависе од температуре. За разлику од примарних термометара, особина секундарних термометара је да се једначина стања код њих не може написати без увођења неких других температурно-зависних величина. Предност секундарних термометара и њихова заступљеност у пракси је у томе што су примарни термометри често непрактични због величине, брзине или цене.
Међу секундарним термометрима користе се:
- термометри који раде на принципу мерења отпора
  - метални (позитивни) сензори који су врло репродуцибилни, али нису превише осетљиви на ниским температурама
  - полупроводни (негативни) сензори су врло осетљиви али захтевају додатну калибрацију због тога што температурно зависна отпорност {\displaystyle R(T)}зависи и од нечистоћа у полупроводнику
- који раде на принципу диода - лако је очитавати температуру, али нису тако прецизни и репродуцибилни као термометри који ради на принципу отпорника
- термопари или термоелементи који - раде на принципу термоелектричног ефекта, тешко је очитавати температуру, али могу да мере широк опсег температуре и погодни су због тога што су пасивни сензори
- термометри који раде на принципу капацитивности - имају најмању грешку на мерење температуре у присуству магнетног поља, али нису репродуцибилни те је увек потребно мерити уз присуство контролног сензора

Актуелне дефинисане и интернационално прихваћене температурне скале за коришћење секундарних термометара су (ITS-90) и (PLTS-2000).

### Важне практичне карактеристике термометара
- тачност термометра која је одређена осетљивошћу и резолуцијом инструмента
- осетљивост на магнетно поље
- репродуцибилност мерења (колико сличан резултат се добија понављањем мерења)
- јединственост калибрације
- једноставност коришћења
- цена

## Улога температуре у природи
Осим у свакодневном животу, температура игра важну улогу у скоро свим природним наукама. Многе физичке особине материје, од агрегатног стања преко густине, растворљивости, напона паре, електричне проводности до индекса преламања зависе од температуре. Слично, од температуре зависи којом ће се брзином одвијати нека хемијска реакција а у сложеном систему, и које ће реакције да се одиграју. То је један од разлога што код човека постоји неколико врло сложених механизама за одржавање телесне температуре нешто испод 37 °C, јер је само неколико степени одступања довољно да поремети оптимално стање у организму. Од температуре такође зависи интензитет топлотног зрачења које се емитује са површине тела. Тај је ефекат, на пример, примењен у сијалици са влакном у којој се електричном струјом подиже температура влакна до температуре на којој долази до знатне емисије видљивог зрачења. На том принципу и Сунце сија — због високе температуре, површина Сунца непрекидно емитује огромну количину енергије у виду електромагнетних таласа, великим делом у видљивом делу спектра.
({\displaystyle k_{B}})
Уобичајена јединица за мерење температуре у физици је конвенционална температура ({\displaystyle \tau }) која се изражава преко стандардне температуре ({\displaystyle T}) и Планкове константе ({\displaystyle k_{B}}):
{\displaystyle \tau =k_{B}T}
Мерна јединица конвенционалне температуре је димензије енергије, као што је џул или електронволт.

### Температура тела
Температура тела је мера топлотног стања организма; последица је равнотеже између апсорпције и зрачења топлоте (терморегулација). Код човека, као и код других топлокрвних (хомеотермних) животиња, температура у унутрашњости организма одржава се сразмерно сталном, без обзира на температуру околине, што је у првоме реду нужно за правилну функцију ензима. Температура хладнокрвних (поикилотермних) животиња зависи од температуре околине.
Температура се обично мери у устима (орална или сублингвална температура), под пазухом (аксиларна температура) или у дебелом цреву (ректална температура). Међу здравим појединцима температура показује сразмерно велику варијабилност: орална температура износи између 36,4 и 37,6 °C, аксиларна температура приближно је 0,5 °C нижа од оралне, а ректална температура приближно 0,5 °C виша од оралне. Температура је обично нижа у јутарњим сатима, а виша у вечерњима. Током врло напорнога мишићног рада температура се привремено може повисити и до 40 °C. Код жена температура зависи од фазе менструацијскога циклуса: у другој половини циклуса она је приближно 0,3 °C виша него у првој половини. Повишена температура (врућица или грозница) може имати различите узроке, а најчешће је последица упалних процеса и зараза. Код мале деце терморегулација још није добро развијена, па температура може бити повишена и без патолошких разлога. Умерено повишење телесне температуре назива се субфебрилном температуром. Ако се температура повиси на 40,0 до 42,0 °C, може настати топлотни удар, а ако се снизи на приближно 25,0 °C (на пример при боравку у леденој води), човек обично умире због срчанога застоја.

### Температура ваздуха
Температура ваздуха, у метеорологији, је температура у приземном слоју атмосфере која није узрокована топлотним зрачењем тла и околине или Сунчевим зрачењем. Мери се на висини од 2 метра изнад тла. Температура ваздуха мења се током дана и током године. Дневни ход зависи од доба дана и величине и врсте облачности, и може се знатно променити при наглим продорима топлог или хладног ваздуха или при термички јако израженим ветровима, на пример фену, чинуку или бури. Годишњи ход зависи од положаја Земље према Сунцу, земљописном положају места, те о климатским променама. У нашим географским ширинама у просеку је најхладнији месец јануар, а најтоплији јул. Због утицаја топлоте тла, уз само тло температура ваздуха нагло се мења, па разлика између температуре ваздуха на 2 метра висине и оне при тлу може износити и до 10 °C. Температура ваздуха при тлу мери се термометрима постављенима 5 центиметара изнад тла. Најнижа је до сада измерена температура ваздуха – 89,2 °C на станици Восток (Антарктика, 1983), а највиша 57,3 °C у месту Асисија (Либија, 1923).